# Morti nel 1967/Febbraio
| Questa pagina contiene informazioni ricavate automaticamente dalle voci biografiche con l'ausilio del template Bio e di un bot. L'aggiornamento è periodico e automatico e ricostruisce completamente la pagina. Se manca una persona in questa lista, sei pregato di non aggiungerla, ma accertati piuttosto che la sua voce biografica contenga il template Bio e che i dati anagrafici siano correttamente compilati. Se il template Bio manca, inseriscilo tu stesso o, in alternativa, metti l'avviso {{tmp\|Bio}} che ne segnala la mancanza. Se i dati riportati sono sbagliati, correggi direttamente la voce biografica; le modifiche saranno visibili in questa lista entro pochi giorni. Per chiarimenti vedi il progetto biografie. La lista contiene solo le 85 persone che sono citate nell'enciclopedia e per le quali è stato implementato correttamente il template Bio. Pagina aggiornata al 3 mar 2024. |

- 1º febbraio - Giacomo Bertolio, arbitro di calcio italiano (n. 1904)
- 2 febbraio - Ted Hufton, calciatore inglese (n. 1892)
- 3 febbraio - Winifred Kingston, attrice inglese (n. 1894)
- 3 febbraio - Joe Meek, produttore discografico, tecnico del suono e compositore inglese (n. 1929)
- 3 febbraio - Fabien Sevitzky, direttore d'orchestra e contrabbassista russo (n. 1891)
- 4 febbraio - Igo Etrich, aviatore e ingegnere austro-ungarico (n. 1879)
- 4 febbraio - Edna Sherry, scrittrice e commediografa statunitense (n. 1885)
- 4 febbraio - Herman Teirlinck, scrittore e drammaturgo belga (n. 1879)
- 4 febbraio - George Varnell, ostacolista statunitense (n. 1882)
- 5 febbraio - Xavier Eluère, pugile francese (n. 1897)
- 5 febbraio - Violeta Parra, cantautrice, poetessa e pittrice cilena (n. 1917)
- 6 febbraio - Martine Carol, attrice francese (n. 1920)
- 6 febbraio - Charles Heerey, arcivescovo cattolico e missionario irlandese (n. 1890)
- 6 febbraio - Henry Morgenthau Jr., politico statunitense (n. 1891)
- 6 febbraio - Hans Jacob Nielsen, pugile danese (n. 1899)
- 7 febbraio - Lajos Egri, drammaturgo e scrittore ungherese (n. 1888)
- 8 febbraio - Achille Marazza, politico e antifascista italiano (n. 1894)
- 8 febbraio - Tito Oro Nobili, politico italiano (n. 1882)
- 9 febbraio - Giorgio Bianchi, regista, sceneggiatore e attore italiano (n. 1904)
- 9 febbraio - Santiago Luis Copello, cardinale argentino (n. 1880)
- 9 febbraio - Ernesto Rossi, politico, giornalista e antifascista italiano (n. 1897)
- 10 febbraio - Anders Hylander, ginnasta svedese (n. 1883)
- 10 febbraio - Ralph Murphy, regista e sceneggiatore statunitense (n. 1895)
- 10 febbraio - Oliviero Pigini, imprenditore italiano (n. 1922)
- 11 febbraio - Stefano Bottari, critico d'arte italiano (n. 1907)
- 11 febbraio - Julius Ringel, generale austriaco (n. 1889)
- 11 febbraio - Edgar Röhricht, generale tedesco (n. 1892)
- 11 febbraio - Sergej Aleksandrovič Solov'ëv, calciatore, allenatore di calcio e hockeista su ghiaccio sovietico (n. 1915)
- 12 febbraio - Giovanni Mion, calciatore italiano (n. 1903)
- 12 febbraio - Muggsy Spanier, trombettista statunitense (n. 1901)
- 13 febbraio - Yoshisuke Aikawa, imprenditore e politico giapponese (n. 1880)
- 13 febbraio - Ferdinando Bosso, giornalista, politico e partigiano italiano (n. 1878)
- 13 febbraio - Forough Farrokhzad, poetessa e regista iraniana (n. 1934)
- 13 febbraio - Francesco Gianotti, architetto italiano (n. 1881)
- 13 febbraio - Abelardo Luján Rodríguez, politico e militare messicano (n. 1889)
- 13 febbraio - Antonio Prestinenza, giornalista e scrittore italiano (n. 1894)
- 13 febbraio - Josef Spacil, militare tedesco (n. 1907)
- 14 febbraio - Lawrence Beesley, scrittore e giornalista britannico (n. 1877)
- 14 febbraio - Sig Ruman, attore tedesco (n. 1884)
- 14 febbraio - Shūgorō Yamamoto, scrittore giapponese (n. 1903)
- 15 febbraio - William Christian Bullitt, diplomatico statunitense (n. 1891)
- 15 febbraio - Antonio Moreno, attore e regista spagnolo (n. 1887)
- 16 febbraio - Smiley Burnette, musicista e attore statunitense (n. 1911)
- 16 febbraio - Pietro Dodero, pittore e incisore italiano (n. 1881)
- 16 febbraio - Corrado Tumiati, medico, scrittore e giornalista italiano (n. 1885)
- 17 febbraio - Ciro Alegría, scrittore e giornalista peruviano (n. 1909)
- 17 febbraio - Sverre Blix, calciatore norvegese (n. 1885)
- 17 febbraio - Louise Henry, attrice statunitense (n. 1911)
- 17 febbraio - Margaret Leahy, attrice inglese (n. 1902)
- 18 febbraio - Celestino Arena, economista italiano (n. 1890)
- 18 febbraio - Robert Leiber, presbitero, gesuita e storico tedesco (n. 1887)
- 18 febbraio - J. Robert Oppenheimer, fisico statunitense (n. 1904)
- 19 febbraio - Vincenzo Rivera, naturalista, botanico e politico italiano (n. 1890)
- 20 febbraio - Antonio Azara, magistrato e politico italiano (n. 1883)
- 20 febbraio - James L. Gordon, politico filippino (n. 1917)
- 20 febbraio - Ulderico Sergo, pugile italiano (n. 1913)
- 21 febbraio - Wolf Albach-Retty, attore austriaco (n. 1906)
- 21 febbraio - Charles Beaumont, scrittore e sceneggiatore statunitense (n. 1929)
- 21 febbraio - Jurij Viktorovič Tarič, regista cinematografico russo (n. 1885)
- 22 febbraio - Antonio Bosio, aviatore italiano (n. 1885)
- 22 febbraio - David Ferrie, aviatore statunitense (n. 1918)
- 22 febbraio - Louis Kniep, ginnasta e multiplista statunitense (n. 1876)
- 22 febbraio - Gigi Panei, alpinista italiano (n. 1914)
- 22 febbraio - Luigi Renato Sansone, politico e avvocato italiano (n. 1903)
- 23 febbraio - Pepe Arias, attore argentino (n. 1900)
- 23 febbraio - Luigi Contessi, ginnasta italiano (n. 1894)
- 23 febbraio - Andreas Rasmussen, hockeista su prato danese (n. 1893)
- 24 febbraio - Osman Ali Khan, Asif Jah VII, principe indiano (n. 1886)
- 24 febbraio - Hugo van Dalen, pianista, compositore e scrittore olandese (n. 1888)
- 24 febbraio - Rocco Montana, cantante italiano (n. 1929)
- 24 febbraio - Emilio Veratti, patologo e batteriologo italiano (n. 1872)
- 24 febbraio - Franz Waxman, compositore tedesco (n. 1906)
- 25 febbraio - Mario Longhena, politico italiano (n. 1876)
- 25 febbraio - Victor Tourneur, numismatico, storico e etnologo belga (n. 1878)
- 26 febbraio - Pier Arrigo Barnaba, politico e ufficiale italiano (n. 1891)
- 26 febbraio - Harry McNaughton, attore inglese (n. 1896)
- 26 febbraio - Bob Millar, allenatore di calcio e calciatore scozzese (n. 1889)
- 26 febbraio - Octacílio, calciatore brasiliano (n. 1909)
- 26 febbraio - Giuseppe Paratore, avvocato e politico italiano (n. 1876)
- 26 febbraio - Angelo Rossi, pittore italiano (n. 1881)
- 26 febbraio - Max Taut, architetto tedesco (n. 1884)
- 27 febbraio - Yngvar Tørnros, calciatore norvegese (n. 1894)
- 28 febbraio - Dick Keith, calciatore nordirlandese (n. 1933)
- 28 febbraio - Henry Robinson Luce, giornalista e editore statunitense (n. 1898)
- 28 febbraio - Péter Tóth, schermidore ungherese (n. 1882)